# Giro di Campania 1922
Il Giro di Campania 1922, quarta edizione della corsa, si svolse il 26 novembre 1922 su un percorso di 220 km. La vittoria fu appannaggio dell'italiano Vitaliano Lugli, che completò il percorso in 9h00'41", precedendo i connazionali Angiolo Marchi ed Antonio Tecchio.
Sul traguardo di Salerno 8 ciclisti, su 8 partiti, portarono a termine la competizione. 

## Ordine d'arrivo (Top 8)
| Pos. | Corridore           | Squadra | Tempo      |
| ---- | ------------------- | ------- | ---------- |
| 1    | Vitaliano Lugli     | -       | 9h00'41"   |
| 2    | Angiolo Marchi      | -       | s.t.       |
| 3    | Antonio Tecchio     | -       | a 20'09"   |
| 4    | Umberto Giordano    | -       | a 24'56"   |
| 5    | Ferdinando Raiola   | -       | s.t.       |
| 6    | Cosimo Anzoino      | -       | a 43'49"   |
| 7    | Vincenzo Trigilio   | -       | a 1h18'45" |
| 8    | Giovanni Sabbatello | -       | a 1h39'34" |